# HNK Zrinski Chicago
HNK Zrinski Chicago je nogometni klub hrvatske iseljeničke zajednice iz Chicaga u SAD.

## Povijest
Klub su 1993. godine u Chicagu utemeljili hrvatski emigranti i time nastavili tradiciju hrvatskog nogometa izvan Domovine, u prvom rukovodstvu kluba bili su predsjednik Mario Soldo, te Stanko Batinić, Mario Tormanović, Stipe Špehar, Toni Planinić, Zdenko Zovko, Toni Pehar, Zdenko Čuljak i Franjo Hrvojević.
Od samog utemeljenja HNK Zrinski bio je član obitelji Hrvatskog kulturnog centra, koji ga je pomagao i sponzorirao, te je na taj način klub podupirao kulturnu, športsku i društvenu djelatnost hrvatske mladeži u Chicagu. Navedeni članovi prvog Upravnog odbora bili su ujedno i okosnica prve momčadi koja je krenula u nogometni svijet Chicaga. Tijekom 90-tih godina momčad se natjecala kao član Hrvatskog nacionalnog nogometnog saveza u Americi i Kanadi, te je nastupala svake godine na godišnjim Hrvatskim turnirima. Klub se natjecao i u National Soccer League of Chicago, te na raznim lokalnim kupovima, gdje je ostvarivao zapažene razultate.
Zanimljivost je da su baš u vrijeme velikih uspjeha kasnih devedesetih, glavni nositelji momčadi bili je šestero parova braće i to: braća Čop, Mihalić, Pađen, Lukin, Dugandžić i Zec, predvođeni trenerom Milom Čopom, koji je svojevremeno igrao u francuskom klubu Nantesu.
Pod kraj 90-tih godina stasala je nova generacija igrača. Uz daljnju potporu Tonija Pehara i Marija Solde kao novi članovi Uprave kluba izabrani su Phil Lisnich, Bernard Dugandžić, Joe Pehar te Ivica Rukavina. Klub nastavlja djelovanje u Hrvatskoj zajednici Chicaga, te podiže intenzitet natjecanja, te 2003. godine ostvaruje svoj najveći uspjeh,  plasiravši se iz National Soccer League u viši rang natjecanja, u prestižniju Metropolitan Soccer League, predvođeni trenerom Philom Lisnichem.
Uspjesi se nastavljaju na godišnjem Hrvatskom turniru u Kanadi 2005. godine, te osvajanjem Ilinois State Cupa. Iste godine HNK Zrinski je bio domaćin Hrvatskoj U-21 reprezentaciji, prilikom njihove turneje po SAD-u. Ipak najuspješnija sezona kluba uopće smatra se 2006. godina kada su osvojili "Amateur Illinois Cup", te dospjeli do samog finala amaterskog klupskog prvenstva Amerike u Dallasu.
Zadnjih godina klub nastavlja s velikim netjecateljskim uspjesima u Hrvatskoj zajednici i sa svojim novoosnovanim pogonom koji broji čak pet omladinskih momčadi raznih uzrasta nastavljajući bogatu tradiciju Hrvata u Chicagu.

## Nastup u Hrvatskoj
HNK Zrinski sudjelovao je na Prvom svjetskom nogometnom natjecanju hrvatskih iseljenika 2007., gdje je osvojio četvrto mjesto.

## Vanjske poveznice
- Službene stranice

| Hrvatski nacionalni nogometni savez Kanade i SAD-a | Hrvatski nacionalni nogometni savez Kanade i SAD-a | Hrvatski nacionalni nogometni savez Kanade i SAD-a |
| -------------------------------------------------- | --- | -------------------------------------------------- |
|                                                    | |                                                    |
| Kanada                                             | Hamilton Croatia • Kitchener Hrvat • London Croatia • Mississauga Croatia • Norval Croatia • Hrvat Oakville • Livno Oakville • Jadran Ottawa • Sault St. Marie Croatia • Hrvat St. Catharines • Streetsville Dalmacija • Sudbury Adria • Toronto Zagreb • Windsor Croatia |                                                    |
|                                                    | |                                                    |
| SAD                                                | Hrvat Chicago • RWB Adria • Zrinski Chicago • Croatia Cleveland • Connecticut Croatia • Croatian Eagles • New York Croatia • New York Polet |                                                    |
|                                                    | |                                                    |
| Hrvatsko-sjevernoamerički nogometni turnir         | |                                                    |

| Hrvatski nacionalni nogometni savez Kanade i SAD-a | Hrvatski nacionalni nogometni savez Kanade i SAD-a | Hrvatski nacionalni nogometni savez Kanade i SAD-a |
| -------------------------------------------------- | --- | -------------------------------------------------- |
|                                                    | |                                                    |
| Kanada                                             | Hamilton Croatia • Kitchener Hrvat • London Croatia • Mississauga Croatia • Norval Croatia • Hrvat Oakville • Livno Oakville • Jadran Ottawa • Sault St. Marie Croatia • Hrvat St. Catharines • Streetsville Dalmacija • Sudbury Adria • Toronto Zagreb • Windsor Croatia |                                                    |
|                                                    | |                                                    |
| SAD                                                | Hrvat Chicago • RWB Adria • Zrinski Chicago • Croatia Cleveland • Connecticut Croatia • Croatian Eagles • New York Croatia • New York Polet |                                                    |
|                                                    | |                                                    |
| Hrvatsko-sjevernoamerički nogometni turnir         | |                                                    |

| Europa | Europa |
| --- | --- |
| | |
| Austrija | Tomislavgrad • Busovača • Čelik • Domagoj • Hajduk • Herceg-Bosna • Hrvatski Dom Linz • Lašva • Lašvanska dolina • Plehan • Posavina Baden • Posavina Beč • Raščica • Ravne Brčko |
| | |
| Belgija | NK Kroacia Antwerpen |
| | |
| Francuska | AS Croatia Villefranche |
| | |
| Italija | US Calcio Montemitro • ASD Isola Croata del Molise |
| | |
| Norveška | NK Croatia Oslo |
| | |
| Njemačka | Cro Sokoli • Croatia Berlin • Croatia Bonn • Croatia Essen • Croatia Freiburg • Croatia Gaggenau • Croatia '95 Mainz • Croatia Nürnberg • Croatia 1999 Ratingen • Croatia Reutlingen • Croatia Singen • Marsonia • Posavina • Zagreb • KuSV Zrinski • Bugojno • Croatia Sindelfingen • Croatia-Zagreb • Croatia Bietigheim • Croatia Göttingen • Zagreb 75 • Hajduk Hamburg • Hajduk Kassel                                                              |
| | |
| Rumunjska | Nogometna reprezentacija Hrvata iz Rumunjske |
| | |
| Švedska | Croatia Göteborg • Croatia (Malmö) • Croatia Stockholm • Croatia (Helsingborg) • Slätta Damm/Hajduk • Velebit • Marjan • Mladost • Matija Gubec • Croatia Varnamo • Tomislav Borås |
| | |
| Švicarska | Adria • Alkar • Ban • Bugojno Zug 94 • Croatia Appenzel • Croatia 92 Chur • Croatia Solothurn • Croatia Uzwil • Croatia Zürich • Dinamo Rheinfelden • Dinamo Schaffhausen • Donat • Gorica Zadar • Hajduk • Jadran • Lašvanska Dolina • Marjan • Mladost • Pajde Möhlin • Posavina Basel • Posavina Bern • Posavina Minusio • Rohr • Slavonija • Srednja Bosna • Tomislavgrad • Torcida • Usora • Vaganac • Vitez • Zagreb Arbon • Zagreb Biel • Zrinski |
| | |
| Zajednica hrvatskih klubova u Njemačkoj • Udruga hrvatskih klubova u Švicarskoj • Reprezentacija gradišćanskih Hrvata • Hrvatska nogometna liga Beč | |

| Europa | Europa |
| --- | --- |
| | |
| Austrija | Tomislavgrad • Busovača • Čelik • Domagoj • Hajduk • Herceg-Bosna • Hrvatski Dom Linz • Lašva • Lašvanska dolina • Plehan • Posavina Baden • Posavina Beč • Raščica • Ravne Brčko |
| | |
| Belgija | NK Kroacia Antwerpen |
| | |
| Francuska | AS Croatia Villefranche |
| | |
| Italija | US Calcio Montemitro • ASD Isola Croata del Molise |
| | |
| Norveška | NK Croatia Oslo |
| | |
| Njemačka | Cro Sokoli • Croatia Berlin • Croatia Bonn • Croatia Essen • Croatia Freiburg • Croatia Gaggenau • Croatia '95 Mainz • Croatia Nürnberg • Croatia 1999 Ratingen • Croatia Reutlingen • Croatia Singen • Marsonia • Posavina • Zagreb • KuSV Zrinski • Bugojno • Croatia Sindelfingen • Croatia-Zagreb • Croatia Bietigheim • Croatia Göttingen • Zagreb 75 • Hajduk Hamburg • Hajduk Kassel                                                              |
| | |
| Rumunjska | Nogometna reprezentacija Hrvata iz Rumunjske |
| | |
| Švedska | Croatia Göteborg • Croatia (Malmö) • Croatia Stockholm • Croatia (Helsingborg) • Slätta Damm/Hajduk • Velebit • Marjan • Mladost • Matija Gubec • Croatia Varnamo • Tomislav Borås |
| | |
| Švicarska | Adria • Alkar • Ban • Bugojno Zug 94 • Croatia Appenzel • Croatia 92 Chur • Croatia Solothurn • Croatia Uzwil • Croatia Zürich • Dinamo Rheinfelden • Dinamo Schaffhausen • Donat • Gorica Zadar • Hajduk • Jadran • Lašvanska Dolina • Marjan • Mladost • Pajde Möhlin • Posavina Basel • Posavina Bern • Posavina Minusio • Rohr • Slavonija • Srednja Bosna • Tomislavgrad • Torcida • Usora • Vaganac • Vitez • Zagreb Arbon • Zagreb Biel • Zrinski |
| | |
| Zajednica hrvatskih klubova u Njemačkoj • Udruga hrvatskih klubova u Švicarskoj • Reprezentacija gradišćanskih Hrvata • Hrvatska nogometna liga Beč | |

| Australija i Oceanija                                                                      | Australija i Oceanija |
| ------------------------------------------------------------------------------------------ | --- |
|                                                                                            | |
| Australija                                                                                 | Canberra FC • O'Connor Knights • Sydney Utd. • Hurstville • Luddenham Utd. • South Coast Utd. • Newcastle Jets • Edensor Park • Ljubuski FC • Werrington Croatia • Rocklea Utd. • Gold Coast Knights • Adelaide Raiders • Whyalla Croatia • Adelaide Croatia • Mt Gambier Croatia • Glenorchy Knights • Prospect Knights • Melbourne Knights • St Albans Saints • North Geelong Warriors • Chelsea Hajduk • Strathmore Split • Melbourne Tornado • Irymple Knights • Morwell Dinamo • Gospic Bears • St Albans Vukovar • Mostar Saints • HASK Melbourne • Wendesday Knights • Western Knights • Fremantle Croatia • Gwelup Croatia • Port Hedland Croatia |
|                                                                                            | |
| Novi Zeland                                                                                | Central United Auckland • Auckland City |
|                                                                                            | |
| Hrvatski nogometni savez Australije i Novog Zelanda • Australsko-hrvatski nogometni turnir | |

| Australija i Oceanija                                                                      | Australija i Oceanija |
| ------------------------------------------------------------------------------------------ | --- |
|                                                                                            | |
| Australija                                                                                 | Canberra FC • O'Connor Knights • Sydney Utd. • Hurstville • Luddenham Utd. • South Coast Utd. • Newcastle Jets • Edensor Park • Ljubuski FC • Werrington Croatia • Rocklea Utd. • Gold Coast Knights • Adelaide Raiders • Whyalla Croatia • Adelaide Croatia • Mt Gambier Croatia • Glenorchy Knights • Prospect Knights • Melbourne Knights • St Albans Saints • North Geelong Warriors • Chelsea Hajduk • Strathmore Split • Melbourne Tornado • Irymple Knights • Morwell Dinamo • Gospic Bears • St Albans Vukovar • Mostar Saints • HASK Melbourne • Wendesday Knights • Western Knights • Fremantle Croatia • Gwelup Croatia • Port Hedland Croatia |
|                                                                                            | |
| Novi Zeland                                                                                | Central United Auckland • Auckland City |
|                                                                                            | |
| Hrvatski nogometni savez Australije i Novog Zelanda • Australsko-hrvatski nogometni turnir | |

| Sjeverna Amerika                                                                                       | Sjeverna Amerika |
| --- | --- |
| | |
| Kanada                                                                                                 | Adria Sudbury • London Croatia • NK Croatia Montreal • Croatia Norval • Croatia Toronto • Sault St. Marie Croatia • Croatia Windsor • Dalmacija Streetsville • Edmonton Croatia SC • Hamilton Croatia • Hrvat Kitchener • Hrvat Oakville • Hrvat St. Catharines • NK Hrvatski vitez Oakville • Jadran Ottawa • Karlovac-Velebit Milton • Livno Oakville • NK Maksimir Vancouver • Zagreb Toronto • Winnipeg Croatia SC |
| | |
| SAD | Croat San Pedro • Croatia Cleveland • Croatia Detroit • Croatia New York • Croatian Eagles • Dragovoljac • Hrvat Chicago • RWB Adria • New York Polet • Zrinski |
| | |
| Hrvatski nacionalni nogometni savez Kanade i SAD-a • Hrvatski nacionalni nogometni turnir SAD i Kanade | |

| Sjeverna Amerika                                                                                       | Sjeverna Amerika |
| --- | --- |
| | |
| Kanada                                                                                                 | Adria Sudbury • London Croatia • NK Croatia Montreal • Croatia Norval • Croatia Toronto • Sault St. Marie Croatia • Croatia Windsor • Dalmacija Streetsville • Edmonton Croatia SC • Hamilton Croatia • Hrvat Kitchener • Hrvat Oakville • Hrvat St. Catharines • NK Hrvatski vitez Oakville • Jadran Ottawa • Karlovac-Velebit Milton • Livno Oakville • NK Maksimir Vancouver • Zagreb Toronto • Winnipeg Croatia SC |
| | |
| SAD | Croat San Pedro • Croatia Cleveland • Croatia Detroit • Croatia New York • Croatian Eagles • Dragovoljac • Hrvat Chicago • RWB Adria • New York Polet • Zrinski |
| | |
| Hrvatski nacionalni nogometni savez Kanade i SAD-a • Hrvatski nacionalni nogometni turnir SAD i Kanade | |

| Južna Amerika | Južna Amerika               |
| ------------- | --------------------------- |
|               |                             |
| Argentina     | HŠK Deportivo Croata        |
|               |                             |
| Čile          | Club Deportivo Sokol Croata |

| Južna Amerika | Južna Amerika               |
| ------------- | --------------------------- |
|               |                             |
| Argentina     | HŠK Deportivo Croata        |
|               |                             |
| Čile          | Club Deportivo Sokol Croata |

| Europa | Europa |
| --- | --- |
| | |
| Austrija | Tomislavgrad • Busovača • Čelik • Domagoj • Hajduk • Herceg-Bosna • Hrvatski Dom Linz • Lašva • Lašvanska dolina • Plehan • Posavina Baden • Posavina Beč • Raščica • Ravne Brčko |
| | |
| Belgija | NK Kroacia Antwerpen |
| | |
| Francuska | AS Croatia Villefranche |
| | |
| Italija | US Calcio Montemitro • ASD Isola Croata del Molise |
| | |
| Norveška | NK Croatia Oslo |
| | |
| Njemačka | Cro Sokoli • Croatia Berlin • Croatia Bonn • Croatia Essen • Croatia Freiburg • Croatia Gaggenau • Croatia '95 Mainz • Croatia Nürnberg • Croatia 1999 Ratingen • Croatia Reutlingen • Croatia Singen • Marsonia • Posavina • Zagreb • KuSV Zrinski • Bugojno • Croatia Sindelfingen • Croatia-Zagreb • Croatia Bietigheim • Croatia Göttingen • Zagreb 75 • Hajduk Hamburg • Hajduk Kassel                                                              |
| | |
| Rumunjska | Nogometna reprezentacija Hrvata iz Rumunjske |
| | |
| Švedska | Croatia Göteborg • Croatia (Malmö) • Croatia Stockholm • Croatia (Helsingborg) • Slätta Damm/Hajduk • Velebit • Marjan • Mladost • Matija Gubec • Croatia Varnamo • Tomislav Borås |
| | |
| Švicarska | Adria • Alkar • Ban • Bugojno Zug 94 • Croatia Appenzel • Croatia 92 Chur • Croatia Solothurn • Croatia Uzwil • Croatia Zürich • Dinamo Rheinfelden • Dinamo Schaffhausen • Donat • Gorica Zadar • Hajduk • Jadran • Lašvanska Dolina • Marjan • Mladost • Pajde Möhlin • Posavina Basel • Posavina Bern • Posavina Minusio • Rohr • Slavonija • Srednja Bosna • Tomislavgrad • Torcida • Usora • Vaganac • Vitez • Zagreb Arbon • Zagreb Biel • Zrinski |
| | |
| Zajednica hrvatskih klubova u Njemačkoj • Udruga hrvatskih klubova u Švicarskoj • Reprezentacija gradišćanskih Hrvata • Hrvatska nogometna liga Beč | |

| Europa | Europa |
| --- | --- |
| | |
| Austrija | Tomislavgrad • Busovača • Čelik • Domagoj • Hajduk • Herceg-Bosna • Hrvatski Dom Linz • Lašva • Lašvanska dolina • Plehan • Posavina Baden • Posavina Beč • Raščica • Ravne Brčko |
| | |
| Belgija | NK Kroacia Antwerpen |
| | |
| Francuska | AS Croatia Villefranche |
| | |
| Italija | US Calcio Montemitro • ASD Isola Croata del Molise |
| | |
| Norveška | NK Croatia Oslo |
| | |
| Njemačka | Cro Sokoli • Croatia Berlin • Croatia Bonn • Croatia Essen • Croatia Freiburg • Croatia Gaggenau • Croatia '95 Mainz • Croatia Nürnberg • Croatia 1999 Ratingen • Croatia Reutlingen • Croatia Singen • Marsonia • Posavina • Zagreb • KuSV Zrinski • Bugojno • Croatia Sindelfingen • Croatia-Zagreb • Croatia Bietigheim • Croatia Göttingen • Zagreb 75 • Hajduk Hamburg • Hajduk Kassel                                                              |
| | |
| Rumunjska | Nogometna reprezentacija Hrvata iz Rumunjske |
| | |
| Švedska | Croatia Göteborg • Croatia (Malmö) • Croatia Stockholm • Croatia (Helsingborg) • Slätta Damm/Hajduk • Velebit • Marjan • Mladost • Matija Gubec • Croatia Varnamo • Tomislav Borås |
| | |
| Švicarska | Adria • Alkar • Ban • Bugojno Zug 94 • Croatia Appenzel • Croatia 92 Chur • Croatia Solothurn • Croatia Uzwil • Croatia Zürich • Dinamo Rheinfelden • Dinamo Schaffhausen • Donat • Gorica Zadar • Hajduk • Jadran • Lašvanska Dolina • Marjan • Mladost • Pajde Möhlin • Posavina Basel • Posavina Bern • Posavina Minusio • Rohr • Slavonija • Srednja Bosna • Tomislavgrad • Torcida • Usora • Vaganac • Vitez • Zagreb Arbon • Zagreb Biel • Zrinski |
| | |
| Zajednica hrvatskih klubova u Njemačkoj • Udruga hrvatskih klubova u Švicarskoj • Reprezentacija gradišćanskih Hrvata • Hrvatska nogometna liga Beč | |

| Australija i Oceanija                                                                      | Australija i Oceanija |
| ------------------------------------------------------------------------------------------ | --- |
|                                                                                            | |
| Australija                                                                                 | Canberra FC • O'Connor Knights • Sydney Utd. • Hurstville • Luddenham Utd. • South Coast Utd. • Newcastle Jets • Edensor Park • Ljubuski FC • Werrington Croatia • Rocklea Utd. • Gold Coast Knights • Adelaide Raiders • Whyalla Croatia • Adelaide Croatia • Mt Gambier Croatia • Glenorchy Knights • Prospect Knights • Melbourne Knights • St Albans Saints • North Geelong Warriors • Chelsea Hajduk • Strathmore Split • Melbourne Tornado • Irymple Knights • Morwell Dinamo • Gospic Bears • St Albans Vukovar • Mostar Saints • HASK Melbourne • Wendesday Knights • Western Knights • Fremantle Croatia • Gwelup Croatia • Port Hedland Croatia |
|                                                                                            | |
| Novi Zeland                                                                                | Central United Auckland • Auckland City |
|                                                                                            | |
| Hrvatski nogometni savez Australije i Novog Zelanda • Australsko-hrvatski nogometni turnir | |

| Australija i Oceanija                                                                      | Australija i Oceanija |
| ------------------------------------------------------------------------------------------ | --- |
|                                                                                            | |
| Australija                                                                                 | Canberra FC • O'Connor Knights • Sydney Utd. • Hurstville • Luddenham Utd. • South Coast Utd. • Newcastle Jets • Edensor Park • Ljubuski FC • Werrington Croatia • Rocklea Utd. • Gold Coast Knights • Adelaide Raiders • Whyalla Croatia • Adelaide Croatia • Mt Gambier Croatia • Glenorchy Knights • Prospect Knights • Melbourne Knights • St Albans Saints • North Geelong Warriors • Chelsea Hajduk • Strathmore Split • Melbourne Tornado • Irymple Knights • Morwell Dinamo • Gospic Bears • St Albans Vukovar • Mostar Saints • HASK Melbourne • Wendesday Knights • Western Knights • Fremantle Croatia • Gwelup Croatia • Port Hedland Croatia |
|                                                                                            | |
| Novi Zeland                                                                                | Central United Auckland • Auckland City |
|                                                                                            | |
| Hrvatski nogometni savez Australije i Novog Zelanda • Australsko-hrvatski nogometni turnir | |

| Sjeverna Amerika                                                                                       | Sjeverna Amerika |
| --- | --- |
| | |
| Kanada                                                                                                 | Adria Sudbury • London Croatia • NK Croatia Montreal • Croatia Norval • Croatia Toronto • Sault St. Marie Croatia • Croatia Windsor • Dalmacija Streetsville • Edmonton Croatia SC • Hamilton Croatia • Hrvat Kitchener • Hrvat Oakville • Hrvat St. Catharines • NK Hrvatski vitez Oakville • Jadran Ottawa • Karlovac-Velebit Milton • Livno Oakville • NK Maksimir Vancouver • Zagreb Toronto • Winnipeg Croatia SC |
| | |
| SAD | Croat San Pedro • Croatia Cleveland • Croatia Detroit • Croatia New York • Croatian Eagles • Dragovoljac • Hrvat Chicago • RWB Adria • New York Polet • Zrinski |
| | |
| Hrvatski nacionalni nogometni savez Kanade i SAD-a • Hrvatski nacionalni nogometni turnir SAD i Kanade | |

| Sjeverna Amerika                                                                                       | Sjeverna Amerika |
| --- | --- |
| | |
| Kanada                                                                                                 | Adria Sudbury • London Croatia • NK Croatia Montreal • Croatia Norval • Croatia Toronto • Sault St. Marie Croatia • Croatia Windsor • Dalmacija Streetsville • Edmonton Croatia SC • Hamilton Croatia • Hrvat Kitchener • Hrvat Oakville • Hrvat St. Catharines • NK Hrvatski vitez Oakville • Jadran Ottawa • Karlovac-Velebit Milton • Livno Oakville • NK Maksimir Vancouver • Zagreb Toronto • Winnipeg Croatia SC |
| | |
| SAD | Croat San Pedro • Croatia Cleveland • Croatia Detroit • Croatia New York • Croatian Eagles • Dragovoljac • Hrvat Chicago • RWB Adria • New York Polet • Zrinski |
| | |
| Hrvatski nacionalni nogometni savez Kanade i SAD-a • Hrvatski nacionalni nogometni turnir SAD i Kanade | |

| Južna Amerika | Južna Amerika               |
| ------------- | --------------------------- |
|               |                             |
| Argentina     | HŠK Deportivo Croata        |
|               |                             |
| Čile          | Club Deportivo Sokol Croata |

| Južna Amerika | Južna Amerika               |
| ------------- | --------------------------- |
|               |                             |
| Argentina     | HŠK Deportivo Croata        |
|               |                             |
| Čile          | Club Deportivo Sokol Croata |

| Europa | Europa |
| --- | --- |
| | |
| Austrija | Tomislavgrad • Busovača • Čelik • Domagoj • Hajduk • Herceg-Bosna • Hrvatski Dom Linz • Lašva • Lašvanska dolina • Plehan • Posavina Baden • Posavina Beč • Raščica • Ravne Brčko |
| | |
| Belgija | NK Kroacia Antwerpen |
| | |
| Francuska | AS Croatia Villefranche |
| | |
| Italija | US Calcio Montemitro • ASD Isola Croata del Molise |
| | |
| Norveška | NK Croatia Oslo |
| | |
| Njemačka | Cro Sokoli • Croatia Berlin • Croatia Bonn • Croatia Essen • Croatia Freiburg • Croatia Gaggenau • Croatia '95 Mainz • Croatia Nürnberg • Croatia 1999 Ratingen • Croatia Reutlingen • Croatia Singen • Marsonia • Posavina • Zagreb • KuSV Zrinski • Bugojno • Croatia Sindelfingen • Croatia-Zagreb • Croatia Bietigheim • Croatia Göttingen • Zagreb 75 • Hajduk Hamburg • Hajduk Kassel                                                              |
| | |
| Rumunjska | Nogometna reprezentacija Hrvata iz Rumunjske |
| | |
| Švedska | Croatia Göteborg • Croatia (Malmö) • Croatia Stockholm • Croatia (Helsingborg) • Slätta Damm/Hajduk • Velebit • Marjan • Mladost • Matija Gubec • Croatia Varnamo • Tomislav Borås |
| | |
| Švicarska | Adria • Alkar • Ban • Bugojno Zug 94 • Croatia Appenzel • Croatia 92 Chur • Croatia Solothurn • Croatia Uzwil • Croatia Zürich • Dinamo Rheinfelden • Dinamo Schaffhausen • Donat • Gorica Zadar • Hajduk • Jadran • Lašvanska Dolina • Marjan • Mladost • Pajde Möhlin • Posavina Basel • Posavina Bern • Posavina Minusio • Rohr • Slavonija • Srednja Bosna • Tomislavgrad • Torcida • Usora • Vaganac • Vitez • Zagreb Arbon • Zagreb Biel • Zrinski |
| | |
| Zajednica hrvatskih klubova u Njemačkoj • Udruga hrvatskih klubova u Švicarskoj • Reprezentacija gradišćanskih Hrvata • Hrvatska nogometna liga Beč | |

| Europa | Europa |
| --- | --- |
| | |
| Austrija | Tomislavgrad • Busovača • Čelik • Domagoj • Hajduk • Herceg-Bosna • Hrvatski Dom Linz • Lašva • Lašvanska dolina • Plehan • Posavina Baden • Posavina Beč • Raščica • Ravne Brčko |
| | |
| Belgija | NK Kroacia Antwerpen |
| | |
| Francuska | AS Croatia Villefranche |
| | |
| Italija | US Calcio Montemitro • ASD Isola Croata del Molise |
| | |
| Norveška | NK Croatia Oslo |
| | |
| Njemačka | Cro Sokoli • Croatia Berlin • Croatia Bonn • Croatia Essen • Croatia Freiburg • Croatia Gaggenau • Croatia '95 Mainz • Croatia Nürnberg • Croatia 1999 Ratingen • Croatia Reutlingen • Croatia Singen • Marsonia • Posavina • Zagreb • KuSV Zrinski • Bugojno • Croatia Sindelfingen • Croatia-Zagreb • Croatia Bietigheim • Croatia Göttingen • Zagreb 75 • Hajduk Hamburg • Hajduk Kassel                                                              |
| | |
| Rumunjska | Nogometna reprezentacija Hrvata iz Rumunjske |
| | |
| Švedska | Croatia Göteborg • Croatia (Malmö) • Croatia Stockholm • Croatia (Helsingborg) • Slätta Damm/Hajduk • Velebit • Marjan • Mladost • Matija Gubec • Croatia Varnamo • Tomislav Borås |
| | |
| Švicarska | Adria • Alkar • Ban • Bugojno Zug 94 • Croatia Appenzel • Croatia 92 Chur • Croatia Solothurn • Croatia Uzwil • Croatia Zürich • Dinamo Rheinfelden • Dinamo Schaffhausen • Donat • Gorica Zadar • Hajduk • Jadran • Lašvanska Dolina • Marjan • Mladost • Pajde Möhlin • Posavina Basel • Posavina Bern • Posavina Minusio • Rohr • Slavonija • Srednja Bosna • Tomislavgrad • Torcida • Usora • Vaganac • Vitez • Zagreb Arbon • Zagreb Biel • Zrinski |
| | |
| Zajednica hrvatskih klubova u Njemačkoj • Udruga hrvatskih klubova u Švicarskoj • Reprezentacija gradišćanskih Hrvata • Hrvatska nogometna liga Beč | |

| Australija i Oceanija                                                                      | Australija i Oceanija |
| ------------------------------------------------------------------------------------------ | --- |
|                                                                                            | |
| Australija                                                                                 | Canberra FC • O'Connor Knights • Sydney Utd. • Hurstville • Luddenham Utd. • South Coast Utd. • Newcastle Jets • Edensor Park • Ljubuski FC • Werrington Croatia • Rocklea Utd. • Gold Coast Knights • Adelaide Raiders • Whyalla Croatia • Adelaide Croatia • Mt Gambier Croatia • Glenorchy Knights • Prospect Knights • Melbourne Knights • St Albans Saints • North Geelong Warriors • Chelsea Hajduk • Strathmore Split • Melbourne Tornado • Irymple Knights • Morwell Dinamo • Gospic Bears • St Albans Vukovar • Mostar Saints • HASK Melbourne • Wendesday Knights • Western Knights • Fremantle Croatia • Gwelup Croatia • Port Hedland Croatia |
|                                                                                            | |
| Novi Zeland                                                                                | Central United Auckland • Auckland City |
|                                                                                            | |
| Hrvatski nogometni savez Australije i Novog Zelanda • Australsko-hrvatski nogometni turnir | |

| Australija i Oceanija                                                                      | Australija i Oceanija |
| ------------------------------------------------------------------------------------------ | --- |
|                                                                                            | |
| Australija                                                                                 | Canberra FC • O'Connor Knights • Sydney Utd. • Hurstville • Luddenham Utd. • South Coast Utd. • Newcastle Jets • Edensor Park • Ljubuski FC • Werrington Croatia • Rocklea Utd. • Gold Coast Knights • Adelaide Raiders • Whyalla Croatia • Adelaide Croatia • Mt Gambier Croatia • Glenorchy Knights • Prospect Knights • Melbourne Knights • St Albans Saints • North Geelong Warriors • Chelsea Hajduk • Strathmore Split • Melbourne Tornado • Irymple Knights • Morwell Dinamo • Gospic Bears • St Albans Vukovar • Mostar Saints • HASK Melbourne • Wendesday Knights • Western Knights • Fremantle Croatia • Gwelup Croatia • Port Hedland Croatia |
|                                                                                            | |
| Novi Zeland                                                                                | Central United Auckland • Auckland City |
|                                                                                            | |
| Hrvatski nogometni savez Australije i Novog Zelanda • Australsko-hrvatski nogometni turnir | |

| Sjeverna Amerika                                                                                       | Sjeverna Amerika |
| --- | --- |
| | |
| Kanada                                                                                                 | Adria Sudbury • London Croatia • NK Croatia Montreal • Croatia Norval • Croatia Toronto • Sault St. Marie Croatia • Croatia Windsor • Dalmacija Streetsville • Edmonton Croatia SC • Hamilton Croatia • Hrvat Kitchener • Hrvat Oakville • Hrvat St. Catharines • NK Hrvatski vitez Oakville • Jadran Ottawa • Karlovac-Velebit Milton • Livno Oakville • NK Maksimir Vancouver • Zagreb Toronto • Winnipeg Croatia SC |
| | |
| SAD | Croat San Pedro • Croatia Cleveland • Croatia Detroit • Croatia New York • Croatian Eagles • Dragovoljac • Hrvat Chicago • RWB Adria • New York Polet • Zrinski |
| | |
| Hrvatski nacionalni nogometni savez Kanade i SAD-a • Hrvatski nacionalni nogometni turnir SAD i Kanade | |

| Sjeverna Amerika                                                                                       | Sjeverna Amerika |
| --- | --- |
| | |
| Kanada                                                                                                 | Adria Sudbury • London Croatia • NK Croatia Montreal • Croatia Norval • Croatia Toronto • Sault St. Marie Croatia • Croatia Windsor • Dalmacija Streetsville • Edmonton Croatia SC • Hamilton Croatia • Hrvat Kitchener • Hrvat Oakville • Hrvat St. Catharines • NK Hrvatski vitez Oakville • Jadran Ottawa • Karlovac-Velebit Milton • Livno Oakville • NK Maksimir Vancouver • Zagreb Toronto • Winnipeg Croatia SC |
| | |
| SAD | Croat San Pedro • Croatia Cleveland • Croatia Detroit • Croatia New York • Croatian Eagles • Dragovoljac • Hrvat Chicago • RWB Adria • New York Polet • Zrinski |
| | |
| Hrvatski nacionalni nogometni savez Kanade i SAD-a • Hrvatski nacionalni nogometni turnir SAD i Kanade | |

| Južna Amerika | Južna Amerika               |
| ------------- | --------------------------- |
|               |                             |
| Argentina     | HŠK Deportivo Croata        |
|               |                             |
| Čile          | Club Deportivo Sokol Croata |

| Južna Amerika | Južna Amerika               |
| ------------- | --------------------------- |
|               |                             |
| Argentina     | HŠK Deportivo Croata        |
|               |                             |
| Čile          | Club Deportivo Sokol Croata |

| Europa | Europa |
| --- | --- |
| | |
| Austrija | Tomislavgrad • Busovača • Čelik • Domagoj • Hajduk • Herceg-Bosna • Hrvatski Dom Linz • Lašva • Lašvanska dolina • Plehan • Posavina Baden • Posavina Beč • Raščica • Ravne Brčko |
| | |
| Belgija | NK Kroacia Antwerpen |
| | |
| Francuska | AS Croatia Villefranche |
| | |
| Italija | US Calcio Montemitro • ASD Isola Croata del Molise |
| | |
| Norveška | NK Croatia Oslo |
| | |
| Njemačka | Cro Sokoli • Croatia Berlin • Croatia Bonn • Croatia Essen • Croatia Freiburg • Croatia Gaggenau • Croatia '95 Mainz • Croatia Nürnberg • Croatia 1999 Ratingen • Croatia Reutlingen • Croatia Singen • Marsonia • Posavina • Zagreb • KuSV Zrinski • Bugojno • Croatia Sindelfingen • Croatia-Zagreb • Croatia Bietigheim • Croatia Göttingen • Zagreb 75 • Hajduk Hamburg • Hajduk Kassel                                                              |
| | |
| Rumunjska | Nogometna reprezentacija Hrvata iz Rumunjske |
| | |
| Švedska | Croatia Göteborg • Croatia (Malmö) • Croatia Stockholm • Croatia (Helsingborg) • Slätta Damm/Hajduk • Velebit • Marjan • Mladost • Matija Gubec • Croatia Varnamo • Tomislav Borås |
| | |
| Švicarska | Adria • Alkar • Ban • Bugojno Zug 94 • Croatia Appenzel • Croatia 92 Chur • Croatia Solothurn • Croatia Uzwil • Croatia Zürich • Dinamo Rheinfelden • Dinamo Schaffhausen • Donat • Gorica Zadar • Hajduk • Jadran • Lašvanska Dolina • Marjan • Mladost • Pajde Möhlin • Posavina Basel • Posavina Bern • Posavina Minusio • Rohr • Slavonija • Srednja Bosna • Tomislavgrad • Torcida • Usora • Vaganac • Vitez • Zagreb Arbon • Zagreb Biel • Zrinski |
| | |
| Zajednica hrvatskih klubova u Njemačkoj • Udruga hrvatskih klubova u Švicarskoj • Reprezentacija gradišćanskih Hrvata • Hrvatska nogometna liga Beč | |

| Europa | Europa |
| --- | --- |
| | |
| Austrija | Tomislavgrad • Busovača • Čelik • Domagoj • Hajduk • Herceg-Bosna • Hrvatski Dom Linz • Lašva • Lašvanska dolina • Plehan • Posavina Baden • Posavina Beč • Raščica • Ravne Brčko |
| | |
| Belgija | NK Kroacia Antwerpen |
| | |
| Francuska | AS Croatia Villefranche |
| | |
| Italija | US Calcio Montemitro • ASD Isola Croata del Molise |
| | |
| Norveška | NK Croatia Oslo |
| | |
| Njemačka | Cro Sokoli • Croatia Berlin • Croatia Bonn • Croatia Essen • Croatia Freiburg • Croatia Gaggenau • Croatia '95 Mainz • Croatia Nürnberg • Croatia 1999 Ratingen • Croatia Reutlingen • Croatia Singen • Marsonia • Posavina • Zagreb • KuSV Zrinski • Bugojno • Croatia Sindelfingen • Croatia-Zagreb • Croatia Bietigheim • Croatia Göttingen • Zagreb 75 • Hajduk Hamburg • Hajduk Kassel                                                              |
| | |
| Rumunjska | Nogometna reprezentacija Hrvata iz Rumunjske |
| | |
| Švedska | Croatia Göteborg • Croatia (Malmö) • Croatia Stockholm • Croatia (Helsingborg) • Slätta Damm/Hajduk • Velebit • Marjan • Mladost • Matija Gubec • Croatia Varnamo • Tomislav Borås |
| | |
| Švicarska | Adria • Alkar • Ban • Bugojno Zug 94 • Croatia Appenzel • Croatia 92 Chur • Croatia Solothurn • Croatia Uzwil • Croatia Zürich • Dinamo Rheinfelden • Dinamo Schaffhausen • Donat • Gorica Zadar • Hajduk • Jadran • Lašvanska Dolina • Marjan • Mladost • Pajde Möhlin • Posavina Basel • Posavina Bern • Posavina Minusio • Rohr • Slavonija • Srednja Bosna • Tomislavgrad • Torcida • Usora • Vaganac • Vitez • Zagreb Arbon • Zagreb Biel • Zrinski |
| | |
| Zajednica hrvatskih klubova u Njemačkoj • Udruga hrvatskih klubova u Švicarskoj • Reprezentacija gradišćanskih Hrvata • Hrvatska nogometna liga Beč | |

| Australija i Oceanija                                                                      | Australija i Oceanija |
| ------------------------------------------------------------------------------------------ | --- |
|                                                                                            | |
| Australija                                                                                 | Canberra FC • O'Connor Knights • Sydney Utd. • Hurstville • Luddenham Utd. • South Coast Utd. • Newcastle Jets • Edensor Park • Ljubuski FC • Werrington Croatia • Rocklea Utd. • Gold Coast Knights • Adelaide Raiders • Whyalla Croatia • Adelaide Croatia • Mt Gambier Croatia • Glenorchy Knights • Prospect Knights • Melbourne Knights • St Albans Saints • North Geelong Warriors • Chelsea Hajduk • Strathmore Split • Melbourne Tornado • Irymple Knights • Morwell Dinamo • Gospic Bears • St Albans Vukovar • Mostar Saints • HASK Melbourne • Wendesday Knights • Western Knights • Fremantle Croatia • Gwelup Croatia • Port Hedland Croatia |
|                                                                                            | |
| Novi Zeland                                                                                | Central United Auckland • Auckland City |
|                                                                                            | |
| Hrvatski nogometni savez Australije i Novog Zelanda • Australsko-hrvatski nogometni turnir | |

| Australija i Oceanija                                                                      | Australija i Oceanija |
| ------------------------------------------------------------------------------------------ | --- |
|                                                                                            | |
| Australija                                                                                 | Canberra FC • O'Connor Knights • Sydney Utd. • Hurstville • Luddenham Utd. • South Coast Utd. • Newcastle Jets • Edensor Park • Ljubuski FC • Werrington Croatia • Rocklea Utd. • Gold Coast Knights • Adelaide Raiders • Whyalla Croatia • Adelaide Croatia • Mt Gambier Croatia • Glenorchy Knights • Prospect Knights • Melbourne Knights • St Albans Saints • North Geelong Warriors • Chelsea Hajduk • Strathmore Split • Melbourne Tornado • Irymple Knights • Morwell Dinamo • Gospic Bears • St Albans Vukovar • Mostar Saints • HASK Melbourne • Wendesday Knights • Western Knights • Fremantle Croatia • Gwelup Croatia • Port Hedland Croatia |
|                                                                                            | |
| Novi Zeland                                                                                | Central United Auckland • Auckland City |
|                                                                                            | |
| Hrvatski nogometni savez Australije i Novog Zelanda • Australsko-hrvatski nogometni turnir | |

| Sjeverna Amerika                                                                                       | Sjeverna Amerika |
| --- | --- |
| | |
| Kanada                                                                                                 | Adria Sudbury • London Croatia • NK Croatia Montreal • Croatia Norval • Croatia Toronto • Sault St. Marie Croatia • Croatia Windsor • Dalmacija Streetsville • Edmonton Croatia SC • Hamilton Croatia • Hrvat Kitchener • Hrvat Oakville • Hrvat St. Catharines • NK Hrvatski vitez Oakville • Jadran Ottawa • Karlovac-Velebit Milton • Livno Oakville • NK Maksimir Vancouver • Zagreb Toronto • Winnipeg Croatia SC |
| | |
| SAD | Croat San Pedro • Croatia Cleveland • Croatia Detroit • Croatia New York • Croatian Eagles • Dragovoljac • Hrvat Chicago • RWB Adria • New York Polet • Zrinski |
| | |
| Hrvatski nacionalni nogometni savez Kanade i SAD-a • Hrvatski nacionalni nogometni turnir SAD i Kanade | |

| Sjeverna Amerika                                                                                       | Sjeverna Amerika |
| --- | --- |
| | |
| Kanada                                                                                                 | Adria Sudbury • London Croatia • NK Croatia Montreal • Croatia Norval • Croatia Toronto • Sault St. Marie Croatia • Croatia Windsor • Dalmacija Streetsville • Edmonton Croatia SC • Hamilton Croatia • Hrvat Kitchener • Hrvat Oakville • Hrvat St. Catharines • NK Hrvatski vitez Oakville • Jadran Ottawa • Karlovac-Velebit Milton • Livno Oakville • NK Maksimir Vancouver • Zagreb Toronto • Winnipeg Croatia SC |
| | |
| SAD | Croat San Pedro • Croatia Cleveland • Croatia Detroit • Croatia New York • Croatian Eagles • Dragovoljac • Hrvat Chicago • RWB Adria • New York Polet • Zrinski |
| | |
| Hrvatski nacionalni nogometni savez Kanade i SAD-a • Hrvatski nacionalni nogometni turnir SAD i Kanade | |

| Južna Amerika | Južna Amerika               |
| ------------- | --------------------------- |
|               |                             |
| Argentina     | HŠK Deportivo Croata        |
|               |                             |
| Čile          | Club Deportivo Sokol Croata |

| Južna Amerika | Južna Amerika               |
| ------------- | --------------------------- |
|               |                             |
| Argentina     | HŠK Deportivo Croata        |
|               |                             |
| Čile          | Club Deportivo Sokol Croata |